# Rodrigo Ángel Gil Torres
Rodrigo Ángel Gil Torres, detto Rodri (Cehegín, 25 aprile 1985), è un ex calciatore spagnolo, di ruolo centrocampista.

## Carriera

### Club
Da 2002 al 2013 ha sempre militato nelle file di squadre spagnole, tra cui le giovanili del Real Madrid e dell'Elche. Nell'estate del 2013 si trasferisce ai ciprioti del Doxa Katōkopias.